# Maná
Maná is een popgroep uit de Mexicaanse stad Guadalajara, die sinds hun doorbraak in 1990 wereldberoemd is. Hun genres bevatten voornamelijk rock en pop met latin invloeden, en worden daarom ook wel tot de grote acts van de latin rock gerekend. Vrijwel alle nummers zingen ze in het Spaans en ze zijn met name bekend in de Spaanstalige wereld.
De groep is de winnaar van een groot aantal popprijzen, inclusief drie Grammy Awards, vijf Latin Grammy Awards, één Premios Juventud Award en tien Premios Lo Nuestro Awards. Inmiddels zijn meer dan 20 miljoen albums verkocht. Maná is de oprichter van de charitatieve instelling Selva Negra, die zich bezighoudt met de bescherming van de Latijns-Amerikaanse ecologie.

## Geschiedenis

### Sombrero Verde (1978-1984)
De geschiedenis van de band begint in 1978. Drie broers (Juan, Ulises en Abraham Calleros) vormen samen met hun vrienden Fher Olvera en Gustavo Orozco de groep The Green Hat Spies. Ze spelen covers van bands als The Beatles op bruiloften en vergelijkbare feesten. Erg veel commercieel succes blijft echter uit. Al snel wordt de naam veranderd in Green Hat en niet veel later in Sombrero Verde, dat, net als Green Hat, groene hoed betekent. Ze beginnen zich toe te leggen op het schrijven van eigen muziek, waarvan het meeste in het Spaans is.
In 1981 brengen ze hun eerste album uit, getiteld 'Sombrero Verde'. Het bestaat uit 10 nummers die variëren van pop tot punkrock, maar overigens van betrekkelijk slechte opnamekwaliteit. Het album slaat dan ook niet aan. Dit is overigens het enige album in de geschiedenis van Maná dat een Engelstalig nummer bevat (zij het grammaticaal slecht Engels).
In 1983 verschijnt het tweede album, getiteld 'A Tiempo de Rock'. Qua stijl verschilt het weinig van het voorgaande album, en wederom brengt het geen commercieel succes.

### Naamsverandering en doorbraak (1985-1991)
In 1985 verandert de band van naam. Gekozen wordt voor Maná, dat twee betekenissen heeft: In het Polynesisch betekent het 'positieve energie' en bij de Bijbelse uittocht uit Egypte wordt verwezen naar brood dat op een ochtend gevonden werd, genaamd Manna (zie Exodus 16:12-16). In dat jaar wordt ook een nieuwe drummer, Álex González, aangetrokken.
In 1986 tekent de band een contract bij PolyGram en hetzelfde jaar wordt het eerste album, getiteld Maná, uitgebracht. De kwaliteit van het album is aanmerkelijk beter dan dat van de twee voorgangers. Ook dit album krijgt echter weinig succes.
Ontevreden over de gang van zaken, tekent de band in 1989 een contract bij Warner Music en in dat jaar komt het tweede album uit, getiteld Falta Amor. Aanvankelijk is er niet veel aandacht voor dit album, tot een jaar later de single Rayando el Sol wordt uitgebracht. Niet alleen in Mexico, maar geleidelijk aan over de hele Spaanstalige wereld, wordt dit nummer een hit. Dit leidt tot een tour, bestaande uit meer dan 250 optredens in Mexico, Peru, Ecuador en Colombia.
In 1991 worden toetsenist Iván González en gitarist César López aan de band toegevoegd, al zullen ze beiden niet lang blijven. Ulises Calleros stopt als gitarist en wordt manager van de band

### Ontwikkeling tot sterrenstatus (1992-1996)
Na het succes van Rayando el Sol gaat alles in een stroomversnelling. In 1992 wordt het album ¿Dónde Jugarán Los Niños? uitgebracht, wat een groot succes wordt. De singles die verschijnen worden stuk voor stuk hits en de tour die volgt telt 268 concerten in 17 landen. In 1994 verlaten Iván González en César López echter alweer de band.
Het gat dat valt vormt een groot probleem voor de band, die de internationale tour graag wil voortzetten. Gelukkig kunnen ze ondersteuning vinden van voormalig lid Gustavo Orozco (gitaar) en nieuwe, tijdelijke leden Sheila Ríos (zang) en Juan Carlos Toribio (toetsen). Met hun hulp volgt nog een tour, die resulteert in het eerste live-album van de band, getiteld Maná en Vivo. Dit album is een compilatie van verschillende live-registraties, en bevat hits van de laatste twee studioalbums.
Om een nieuwe gitarist te vinden, wordt er een auditie georganiseerd waar de Mexicaan Sergio Vallín wordt verkozen tot nieuw bandlid. Vanaf dat moment zal de bezetting van de band niet meer veranderen. In 1995 verschijnt het vierde studioalbum van Maná, getiteld Cuando Los Ángeles Lloran; wederom een succes. Inmiddels heeft de band een flinke sterrenstatus ontwikkeld en is het duidelijk een blijver in de business van de popmuziek.
Ook begint de band zich bezig te houden met charitatieve doelen. In 1995 wordt een organisatie opgericht die zich bezighoudt met de bescherming van de ecologie in Zuid-Amerika. De naam van deze organisatie is Selva Negra, dat 'zwart woud' betekent. Selva Negra is ook de titel van een lied op het album Cuando Los Ángeles Lloran.

### Volwassen albums (1997-2004)
In 1997 komt het album Sueños Líquidos uit. Dit album heeft een totaal nieuwe sound, waarbij de hoogstaande opnamekwaliteit vooral opvalt. Aanvankelijk wordt met gemengde kritieken gereageerd, maar het album wordt toch een succes. Vooral het lied En el Muelle de San Blas wordt een wereldwijde hit, en behoort, samen met Rayando el Sol, tot Maná's meest bekende nummers. Het album wordt in 1999 beloond met de Grammy Award voor 'Best Latin Rock/Alternative Album'.
In 1999 wordt in samenwerking met MTV een live-album opgenomen in de serie Unplugged, getiteld Maná MTV Unplugged. Het is een overzicht van de bekendste nummers die de band in de jaren 90 heeft uitgebracht. Ook worden drie covers gespeeld. Het duurt vervolgens even voordat de band met nieuw materiaal komt. In plaats daarvan brengt de band verscheidene albums met muzikale hoogtepunten uit, waaronder Grandes Éxitos in 2000.
Ondertussen wordt gewerkt aan een nieuw studioalbum, dat in 2002 uitkomt onder de titel Revolución de Amor. Voor dit album wordt de medewerking gebruikt van verscheidene artiesten, waaronder Carlos Santana en Rubén Blades. Het album krijgt veel aandacht en ontvangt in 2002 een Grammy voor 'Best Latin Rock/Alternative Album' en in 2003 een Billboard Latin Music Award voor 'Latin Rock Album of the Year'. Van de tour die op het album volgt, wordt een registratie gemaakt, die op DVD wordt uitgebracht onder de naam Acceso Total.

### Break, nieuw album en live dvd (2005-heden)
Na ongeveer 15 jaar vrijwel onafgebroken bezig te zijn geweest met het bandwerk, besluiten de leden om er een jaar tussenuit te gaan. Deze periode wordt gebruikt om nieuwe inspiratie op te doen. In 2006 wordt een nieuw studioalbum opgenomen, getiteld Amar es Combartir. Maná wordt overladen met prijzen, waaronder twee Billboard Latin Music Awards, drie Grammies en vijf MTV Video Music Awards Latin America. Wederom wordt de tour die volgt op het album een groot succes. Een registratie hiervan verschijnt in april 2008 op DVD, onder de titel Arde el Cielo, met videoclips van twee nieuwe singles toegevoegd.
Op 12 februari 2012 ontvangt de groep een Grammy Award voor het album Drama y Luz in de categorie "Best Latin Pop, Rock or Urban Album". In 2013 zijn ze als uitgenodigde artiesten aanwezig op het internationaal songfestival van Viña del Mar in Chili, het belangrijkste songfestival van Latijns-Amerika. In 2016 krijgen ze een ster op de Hollywood Walk of Fame.

## Discografie

### Studioalbums

#### Onder de naam Sombrero Verde
- 1981: Sombrero Verde
- 1983: A Tiempo de Rock

#### Onder de naam Maná
- 1986: Maná
- 1989: Falta Amor
- 1992: ¿Dónde Jugarán Los Niños?
- 1995: Cuando los Ángeles Lloran
- 1997: Sueños Líquidos
- 2002: Revolución de Amor
- 2006: Amar es Combatir
- 2008: Arde el Cielo
- 2011: Drama y Luz
- 2015: Cama Incendiada

### Overige albums
- 1994: Maná en Vivo (Live)
- 1999: Maná MTV Unplugged (Live)
- 2000: Todo Grandes Exitos (Compilatie)
- 2000: Los Clásicos del Rock
- 2001: Lo Esencial de Maná
- 2001: Grandes (Compilatie)
- 2002: Sólo Para Fanáticos
- 2002: 100% Maná
- 2003: Esenciales: Sol (Compilatie)
- 2003: Esenciales: Luna (Compilatie)
- 2003: Esenciales: Eclipse (Compilatie)